# Hicshon
Hicshon (hangul: 희천시, Hicshon-si, handzsa: 熙川市, RR: Hŭich'ŏn-si, ’tündöklő folyó’) város Észak-Koreában, Csagang (Chagang) tartományban.

## Történelme
Kjongdzsong (Gyeongjong) király uralkodásának negyedik évében, 979-ben alapították Cshongszedzsin (청새진; 淸塞鎭, Cheongsaejin) néven. Neve 1217-ben Üdzsu (위주; 威州, Wiju), később Hidzsu (희주; 熙州, Hŭiju) lett. 1396-ban kapott megyei rangot. Jelenlegi nevét 1413 óta viseli, 1967-ben városi rangra emelték.

## Földrajza
Északról Szongvon (Sŏngwŏn) megye, keletről Tongsin (Tongsin) megye, nyugatról Észak-Phjongan (P'yŏngan) tartomány Unszan (Unsan) megyéje, délnyugatról Hjangszan (Hyangsan) megyéje, délről pedig Dél-Phjongan (P'yŏngan) Njongvon (Nyŏngwŏn) megyéje határolja.
Hicshon hegyvidékes területen helyezkedik el, legmagasabb pontja az 1929 méter magas Cshonkhveszan (천쾌산; 天快山, Chŏnkwaesan), legalacsonyabb pedig a Cshongcshon (Chŏngch'ŏn)-folyó völgye (mindössze 88 méter).
53%-os az éves napsütés aránya, az éves átlaghőmérséklet 7,5 ℃, a januári átlag -11,3 ℃, a júliusi 23,4 ℃. Az éves átlagos csapadékmennyisége 1340 mm körül alakul, ez Csagang (Jagang) tartomány legmagasabbja. A téli fagy októberben kezdődik, és akár következő év májusáig is tarthat. Az átlag páratartalom 74%, az átlagos szélsebesség 4 km/h.
Fontosabb folyói: Cshongcshon (청천; 淸川, Ch'ŏngch'ŏn), Hicshon (희천; 熙川, Hŭich'ŏn), Csisin (지신; 知新, Chisin), Kukszong (극성; 克城, Kŭksŏng), Phjongvon (평원; 平院, P'yŏngwŏn) és a Csinmjon (진면; 眞面, Chinmyŏn).
Területének 85%-át erdők borítják. Erdővilágát főként fenyők és tölgyek, élővilágát medvék, őzek, rókák, mókusok, cinegék, harkályok és fácánok alkotják.

## Közigazgatása
Hicshon (Hŭich'ŏn) város 21 tong (tong)ból és 12 faluból (ri (ri)) áll.
| - Jokphjong-tong (역평동; 驛坪洞, Yŏkp'yŏng-dong) - Szolmoru-tong (솔모루동; 率母樓洞, Solmoru-dong) - Jokcson-tong (역전동; 驛前洞, Yŏkchŏn-dong) - Cshongcshon-tong (청천동; 淸川洞, Ch'ŏngch'ŏn-dong) - Namcshon-tong (남천동; 南川洞, Namch'ŏn-dong) - Szomun-tong (서문동; 西門洞, Sŏmun-dong) - Tehung-tong (대흥동; 大興洞, Taehŭng-dong) - Cshuphjong il-tong (추평 1동; 秋坪 1洞, Ch'up'yŏng il-dong) - Cshuphjong i-tong (추평 2동; 秋坪 2洞, Ch'up'yŏng i-dong) - Mebong-tong (매봉동; 梅峰洞, Maebong-dong) - Kalgol-tong (갈골동; 갈골洞, Kalgol-dong) - Csonphjong-tong (전평동; 全平洞, Chŏnpy'ŏng-dong) - Csonsin-tong (전신동; 前新洞, Chŏnsin-dong) - Csisin-tong (지신동; 地新洞, Chisin-dong) - Phungszan-tong (풍산동; 豊山洞, P'ungsan-dong) - Sinhung-tong (신흥동; 新興洞, Sinhŭng-dong) - Kumszan-tong (금산동; 金山洞, Kŭmsan-dong) - Phjongvon-tong (평원동; 平院洞, P'yŏngwŏn-dong) | - Cshongha-ri (청하리; 淸下里, Ch'ŏngha-ri) - Cshongszang-ri (청상리; 淸上里, Ch'ŏngsang-ri) - Kvande-ri (관대리; 館垈里, Kwandae-ri) - Mjongde-ri (명대리; 明垈里, Myŏngdae-ri) - Kukszong-ri (극성리; 克城里, Kŭksŏng-ri) - Szangszo-ri (상서리; 上西里, Sangsŏ-ri) - Rjudzsung-ri (류중리; 柳中里, Ryujung-ri) - Puhung-ri (부흥리; 復興里, Puhŭng-ri) - Namsin-ri (남신리; 南新里, Namsin-ri) - Szongdzsi-ri (송지리; 宋之里, Songji-ri) - Kalhjon-ri (갈현리; 葛峴里, Kalhyŏn-ri) - Maszon-ri (마선리; 馬船里, Masŏn-ri) - Tongmun-ri (동문리; 東門里, Tongmun-ri) - Csangphjong-ri (장평리; 長坪里, Changp'yŏng-ri) - Hjangcshon-ri (향천리; 杏川里, Hyangch'ŏn-ri) |

## Gazdaság
Hicshon (Hŭich'ŏn) Csagang (Jagang) tartomány mezőgazdasági és nehézipari központja. Legfőbb eleme a gépgyártás, mellette helyet kapnak még: hadianyaggyártás, textil- és szövetgyártás, élelmiszeripar, üveg- és kerámiagyártás.
A Hicshon (Hŭich'ŏn-)i Gép- és Szerszámgyár (희천공작기계공장; 熙川工作機械工場) a hajdani vezető, Kim Ir Szen (Kim Il-sung) 1951-es döntése nyomán jött lére, 1955-ben készült el, és állt üzembe. Itt szerszámokat, pumpákat, fröccsöntő-alkatrészeket, szelepeket, gyűrűket és szivattyúkat állítanak elő, többnyire CNC-technológiával.
A Hicshon (Hŭich'ŏn-)i Precíziós Gépgyár (희천정밀기계공장; 熙川精密機械工場) a város másik nagyüzeme. Elsősorban traktorokat gyártanak itt.
Az 1988-ban a Cshongcshon (Ch'ŏngch'ŏn) folyó partján létesített selyemszövödében kabátok, ingek, edzőruhák, iskolai egyenruhák, és gyermekruhák készülnek, a folyóval azonos márkanév alatt.
Az ország folyamatos atom- és ballisztikus rakétakísérletei miatt bevezetett ENSZ-szankciók nyomán az ipari és ruházati termékek exportja csökkent.
Szintén a Cshongcshon (Ch'ŏngch'ŏn) folyó partján épült meg 2012 tavaszán az egyik legnagyobb teljesítményű észak-koreai vízierőmű, amely elektromos árammal látja el az ország egy részét. A gát építése 2009-ben kezdődött, az építkezés első szakaszát 2011 áprilisára fejezték be. Kim Dzsongil (Kim Jong-il) kormányzásának legnagyobb terveként kezelte a duzzasztógátat, és elégedetlensége a létesítmény építésével kapcsolatban hozzájárult egészségügyi állapotának romlásához. Valószínű, hogy a gát elkészültének késlekedése miatt dührohamban tört ki, és emiatt halt meg szívrohamban 2011 decemberében.
2012 tavaszán, még az átadási ünnepségen bejelentették egy második vízierőmű építését is, a folyó egy másik szakaszán.
2013-ban dél-koreai műholdfelvételek szerint az erőmű szerkezete meghibásodott teljesen, képtelen ellátni a feladatát, átszivárog rajta a víz, és emiatt az áramkitermelése is akadozhat, illetve nagyon gyenge lehet.
2014 februárjában a 10-es számú vízierőmű építése közben egy, a koreai háború alatt ledobott, de fel nem robbant fél tonnás amerikai bombát találtak a föld alatt.
2015 decemberben a Szabad Ázsia Rádió jelentése szerint a vízierőművek elektromosság-termelése egyenlő volt a nullával.
Mezőgazdaság terén a zöldség- és gyümölcstermesztés áll kiemelt szerepben. A város főbb exportcikkei: töndzsang (doenjang), szőlő, kínai kel, csilipaprika, jégcsapretek.

## Oktatás
A városnak saját könyvtára, művelődési háza, stadionja és sportpályája van. Otthont ad továbbá egy egyetemnek is.

## Egészségügy
Hicshon (Hŭich'ŏn)nak saját kórháza van, továbbá más orvosi rendelők is találhatók a városban.

## Közlekedés
Manpho (Manp'o) vasútvonal része, négy vasútállomás is található a városban.
Vasúti összeköttetésben van Phenjannal (P'yŏngyang-gal), Andzsu (Anju-)val és Kanggjé (Kanggyé-)vel.